# Mrwhosetheboss
Arun Rupesh Maini, (sinh ngày 24 tháng 10 năm 1995) còn được biết đến là Mrwhosetheboss, là một YouTuber người Anh tạo nội dung về công nghệ.

## Sự nghiệp
Maini ban đầu đăng nội dung trò chơi vào YouTube. Khi anh 14 tuổi, anh trai của Maini đã đưa cho anh một điện thoại ZTE Blade. Anh tạo một video về nó. Anh nói rằng "rất nhiều người đã xem nó, và video đã làm tốt hơn tôi nghĩ". Kể từ đó, anh đã tạo nội dung về các điện thoại thông minh, dẫn đến sự bùng nổ của kênh.
Maini học kinh tế tại Đại học Warwick. Trong thời hạn học tập của anh, anh có một công việc thực tập tại Pricewaterhouse Coopers. Anh cho rằng thời hạn làm việc đó là "hơi chán nản". Trong công việc, anh thường làm việc "rất nhanh" và ghi các ý tưởng video YouTube mới để quay vào buổi chiều. Vào tổng kết công việc của anh với Price Waterhouse, anh có đề nghị làm một công việc với lương £35,000 (tương đương với 950 triệu đồng). Nhưng anh đã từ chối và ưu tiên sự nghiệp của anh vào YouTube.
Anh ban đầu tập trung vào nội dung về điện thoại, bao gồm các phê bình điện thoại. Khi kênh ảnh được mở rộng, anh bắt đầu tạo nội dung về laptop, xe ô tô và một máy hút bụi. Anh cũng tạo video về anh đưa ra ý kiến của mình về chủ đề như sự khống chế của metaverse.
Vào tháng 5 năm 2021, Maini đã ký với Night Media.

## Giải thưởng
| Năm  | Giải           | Thể loại  | Result    | TK    |
| ---- | -------------- | --------- | --------- | ----- |
| 2021 | Streamy Awards | Công nghệ | Đoạt giải | [ 6 ] |